# Печорская улица (Москва)
Печо́рская улица — улица на северо-востоке Москвы в Бабушкинском районе Северо-восточного административного округа от улицы Лётчика Бабушкина. Бывшая улица Разина города Бабушкин, вошедшего в Москву. Переименована в 1964 году по реке Печора в связи с расположением в северо-восточной части Москвы.

## Расположение
Печорская улица проходит с востока на запад. Начинается от улицы Лётчика Бабушкина, пересекает 2-ю Медведковскую улицу и Енисейскую улицу. По правой стороне улицы расположен Московский экономический институт (НОУ ВПО МОСЭКИН) и комплекс 20-й городской больницы.

## Учреждения и организации
- Дом 6, корпус 1 — Московский экономический институт;
- Дом 10 — Детская поликлиника №126; Поликлиника №29;
- Дом 14 — Сберегательный Банк РФ (Аксб Рф) Мещанское отд. №7811/01195;Отделение упразднено.
- Дом 18 — Школа №1097.(ныне школа 1568 Розалии Кастро)

## Общественный транспорт
По Печорской улице от Енисейской улицы до улицы Лётчика Бабушкина проходят автобусные маршруты 183 Платформа Лось — Институт пути и С15 Платформа Лось — МФЦ «Ярославский».

## Галерея

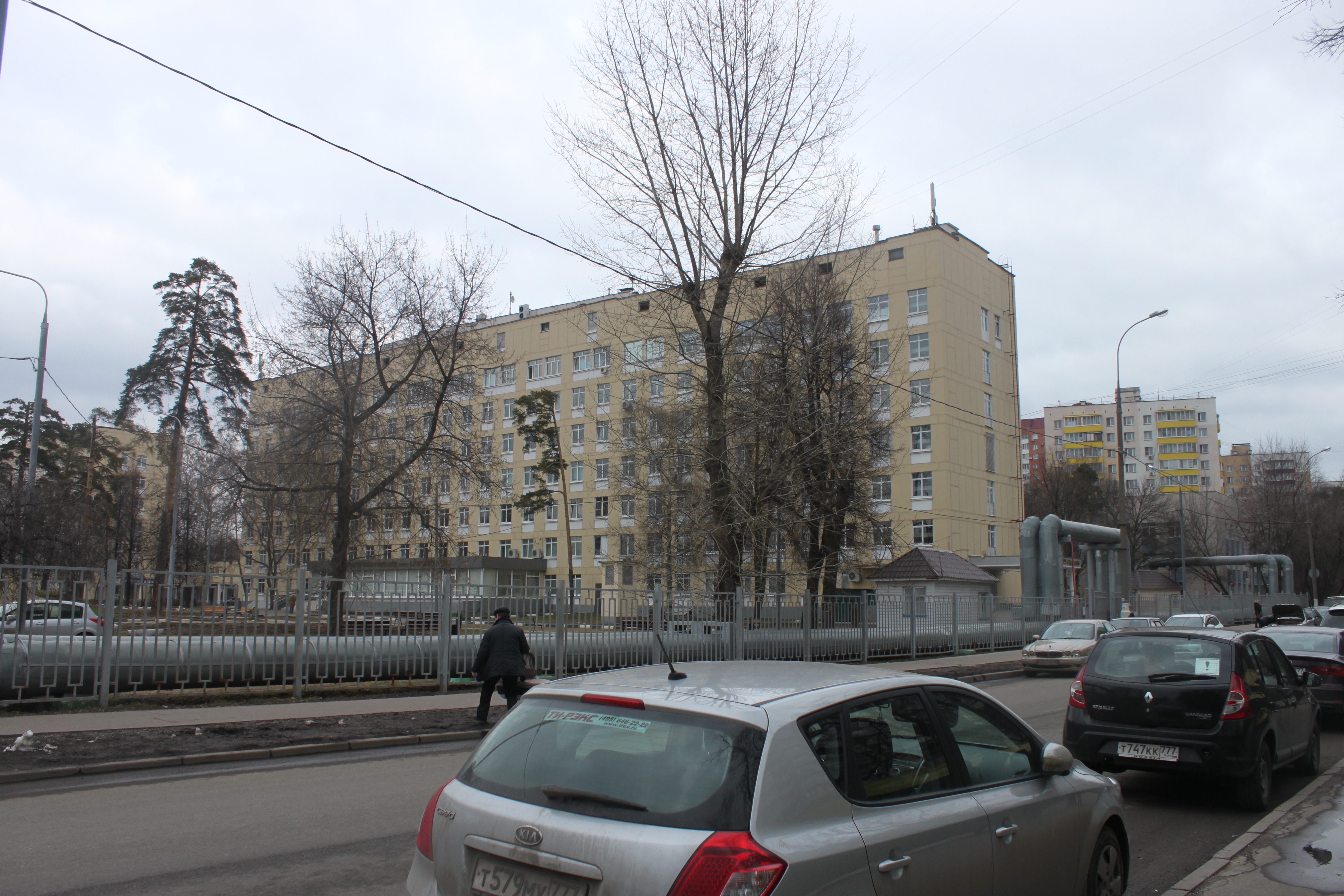
20-я больница
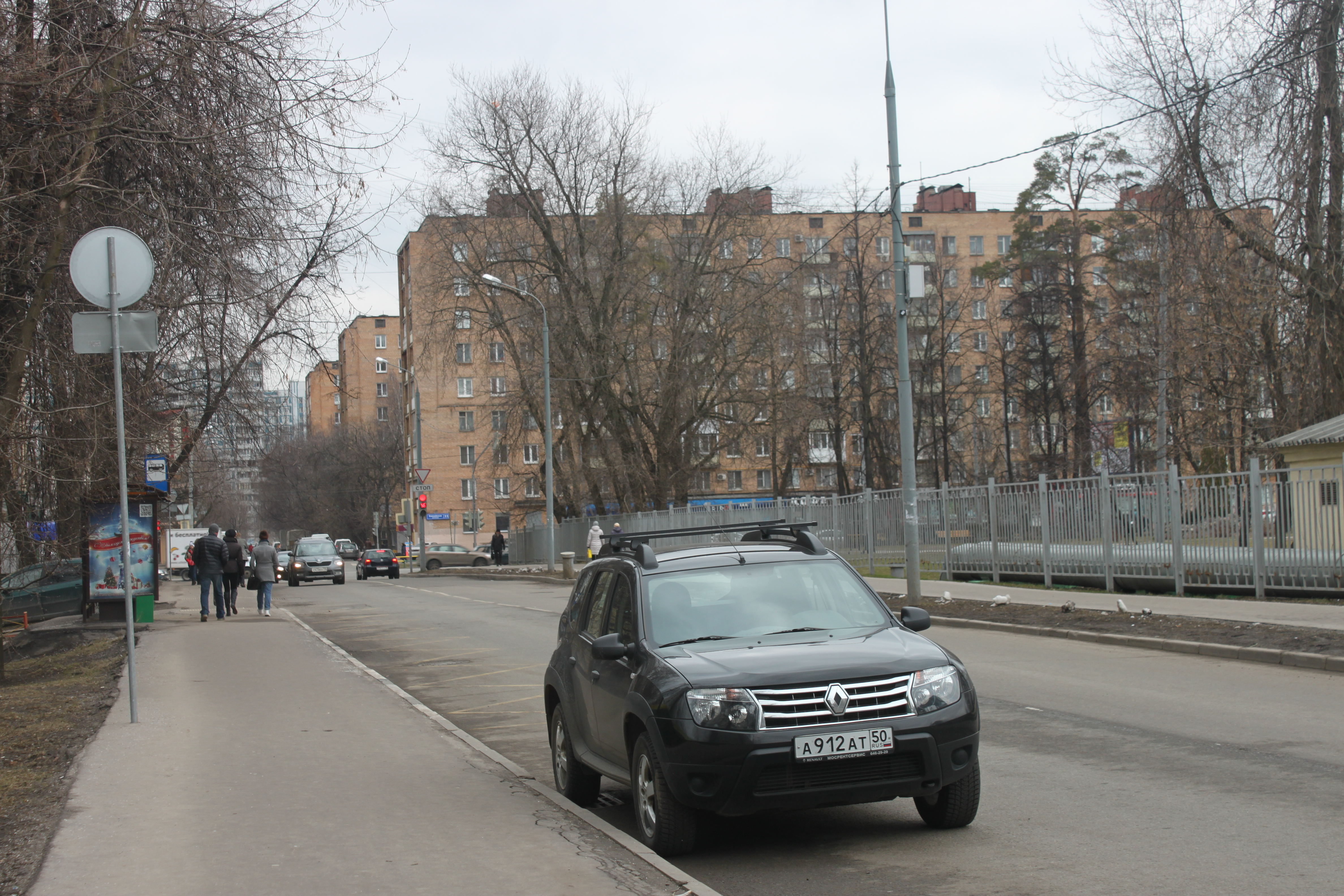
Вид на Енисейскую улицу
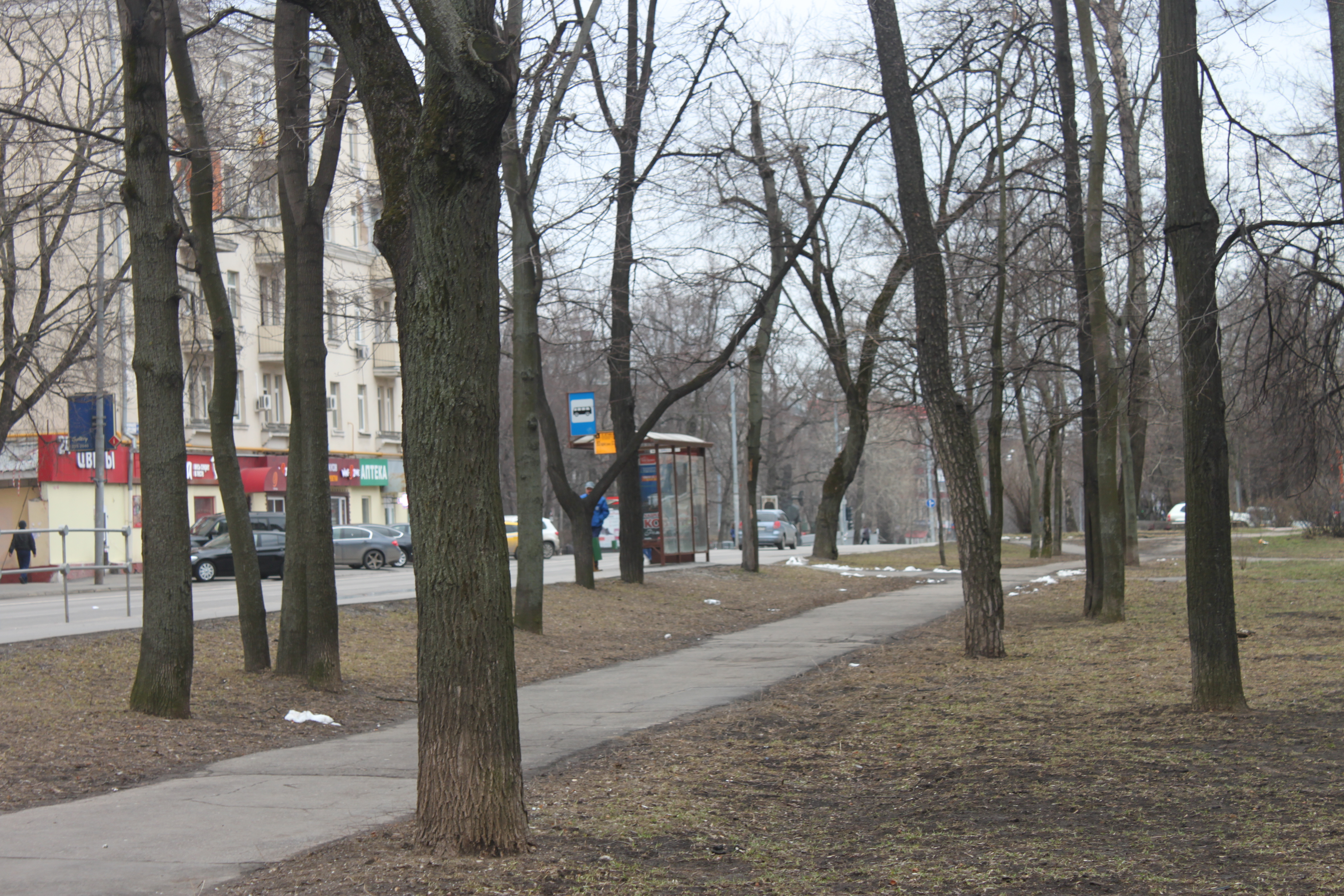
Вид на начало улицы
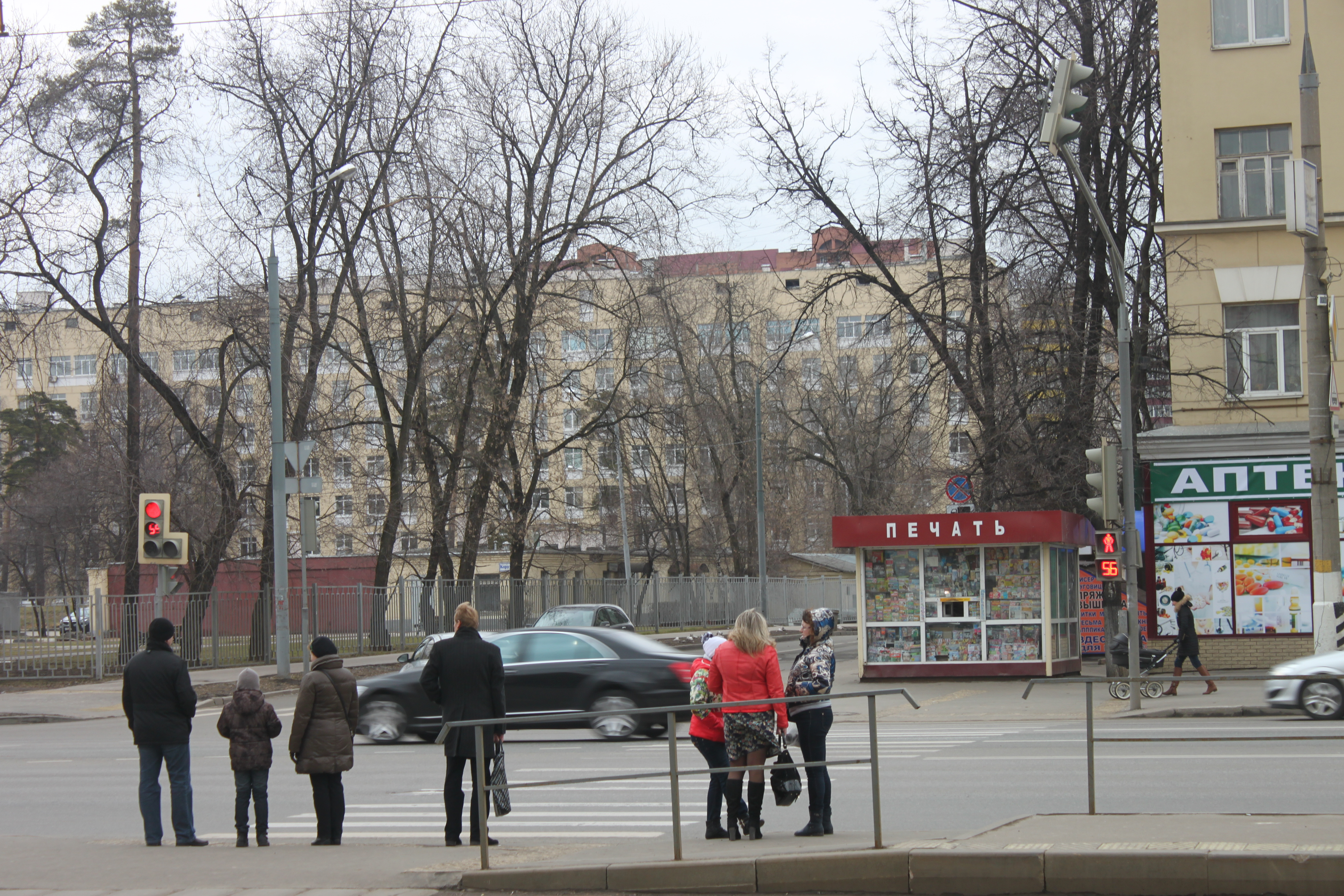
Вид с Енисейской улицы
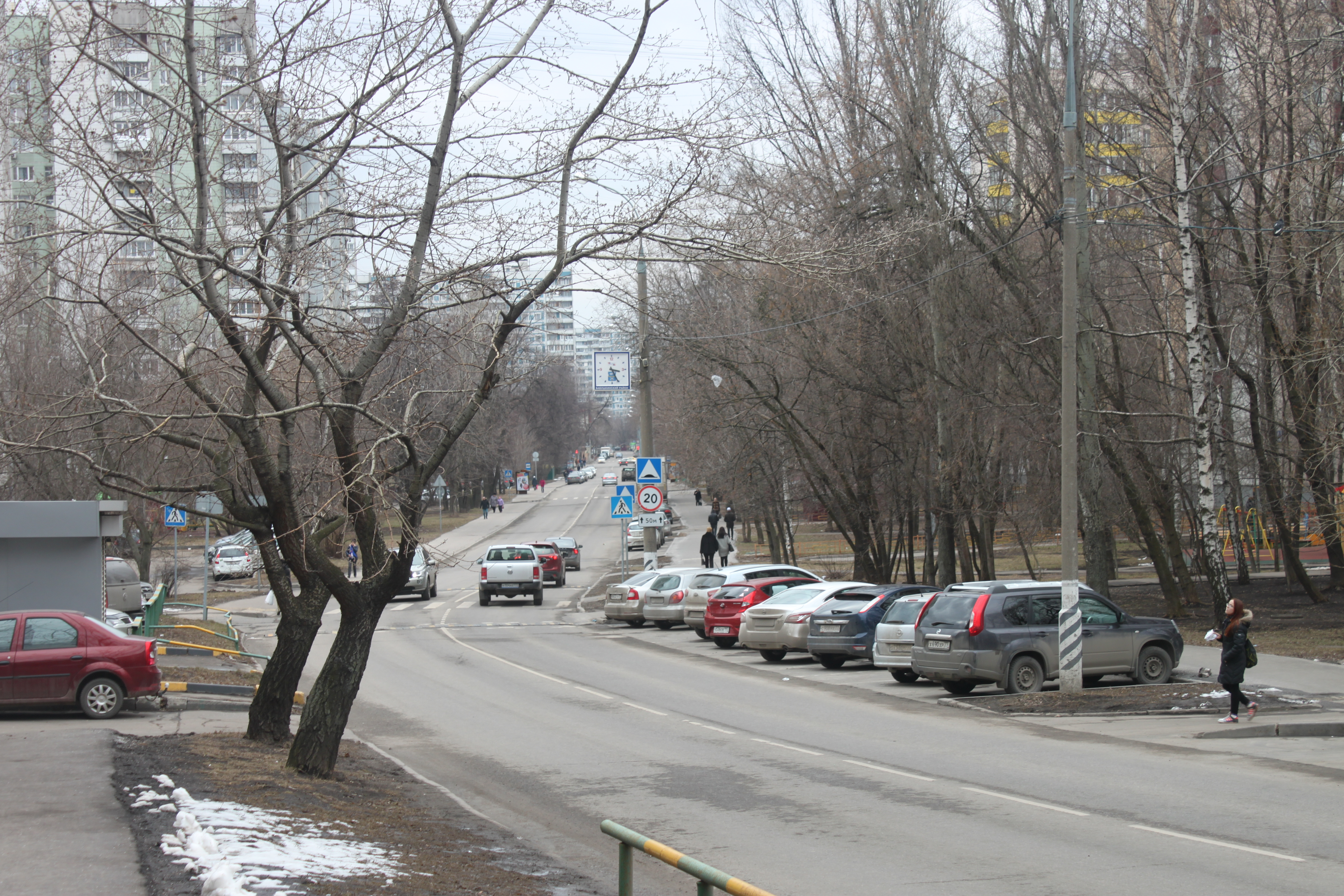
Вид на конец улицы